# Junga Thapachaur
Junga Thapachaur (nep. जुँगा थापाचौर) – gaun wikas samiti w zachodniej części Nepalu w strefie Bheri w dystrykcie Jajarkot. Według nepalskiego spisu powszechnego z 2001 roku liczył on 685 gospodarstw domowych i 4164 mieszkańców (2017 kobiet i 2147 mężczyzn).